# Markus Modigs
Carl Markus Modigs, född 6 april 1992 i Vimmerby, är en svensk professionell ishockeyspelare som spelar för Frisk Asker i EHL. Modigs spelade ett antal matcher för moderklubben Vimmerby HC i Hockeytvåan innan han 2008 anslöt till Linköping HC:s hockeygymnasium. Med Linköpings J20-lag vann han SM-guld säsongen 2011/12, och var den som avgjorde finalmatchen. Därefter återvände han för två säsonger med Vimmerby, nu i Hockeyettan. 2014 skrev han ett tvåårsavtal med Almtuna IS i Hockeyallsvenskan, men tillbringade det första av dessa två år som utlånad till KRIF Hockey i Hockeyettan.
2016 vände Modigs åter tillbaka till Vimmerby, där han tillbringade två säsonger. Säsongen 2018/19 var han med och spelade upp IK Oskarshamn till SHL för första gången någonsin. Efter tre säsonger i Oskarshamn spelade han säsongen 2021/22 för både Modo Hockey och Linköping HC i Hockeyallsvenskan, respektive SHL. Från säsongen 2022/23 fram till början av 2025 spelade han i Hockeyallsvenskan för BIK Karlskoga och Mora IK. Därefter anslöt han till norska Frisk Asker i EHL.

## Karriär

### 2007–2018: Början av karriären
Modigs påbörjade sin spelarkarriär i moderklubben Vimmerby HC. Han gjorde ett antal framträdande i klubbens seniorlag i Hockeytvåan säsongen 2007/08 där han noterades för tre mål och två passningspoäng. De fyra efterföljande säsongerna tillbringade Modigs i Linköping då han vid 16 års ålder tog en plats i Linköping HC:s hockeygymnasium. 2008 vann Modigs också TV-pucken då han representerade Småland, som vann finalen mot Västerbotten med 3–1. Säsongen 2011/12 var Modigs sista i Linköpings J20-lag. I grundserien var han lagets poängmässigt bästa spelare tillsammans med Victor Öhman (båda 44 poäng). Han vann lagets interna skytteliga med 23 mål på 48 matcher. I det följande slutspelet slog Linköping ut Frölunda HC, Västerås IK, och Modo Hockey innan man i finalen ställdes mot HV71. Trots underläge med 2–0 lyckades Linköping kvittera i matchens slutminuter och därefter vinna i förlängningsspelet genom ett mål av Modigs.
I september 2012 stod det klart att Modigs återvänt till Vimmerby HC, som nu huserade i Hockeyettan. Han blev omgående en viktig del i Vimmerby då han under sin första hela säsong i klubben kom tvåa i både lagets interna poäng- och skytteliga. I sin första match i Hockeyettan, den 16 september 2012, noterades han för ett hat trick då Grästorps IK besegrades med 10–3. På 41 grundseriematcher noterades han för 40 poäng (20 mål och 20 assist). I playoff slogs Vimmerby ut av Tranås AIF Hockey sedan man tappat en 2–1-ledning till förlust med 2–4 i slutskedet av den tredje och avgörande matchen. I juli 2013 bekräftades det att Modigs förlängt sitt avtal med Vimmerby med ytterligare en säsong. Den 9 oktober 2013 gjorde han sitt andra hat trick för Vimmerby då han noterades för fyra mål i en 9–1-seger mot Mariestad BoIS HC. På 28 grundseriematcher noterades han för 29 poäng och var med 19 gjorda mål lagets främsta målskytt. Vimmerby misslyckades att ta sig vidare från Allettan Södra med en poängs marginal.
Efter att ha varit på try-out hos Almtuna IS bekräftades det den 17 juni 2014 att klubben skrivit ett tvåårsavtal med Modigs. Den första av dessa två säsonger lånades han dock ut till KRIF Hockey i Hockeyettan. Modigs poängproduktion sjönk något den följande säsongen med 17 poäng på 30 grundseriematcher. I playoff slogs KRIF ut mot Tingsryds AIF med 2–0 i matcher. Han missade därefter inledningen av säsongen 2015/16 på grund av en hjärnskakning. På grund av detta inledde han istället säsongen som utlånad till Vimmerby HC i Hockeyettan under två matcher. Den 4 december 2015 gjorde han debut för Almtuna och Hockeyallsvenskan i en match mot IF Björklöven. Den 6 januari 2016 gjorde han sina två första mål i Hockeyallsvenskan, på Axel Brage, i en 6–5-förlust mot HC Vita Hästen. Totalt noterades Modigs för två mål och två assistpoäng på 24 spelade matcher i Almtuna. Laget tog sig till Slutspelsserien, där man dock slutade på sistaplats. På dessa fem matcher gjorde Modigs ytterligare ett mål och en assist.
Den 22 maj 2016 meddelades det att Modigs återvänt till Vimmerby HC. Han utsågs inför säsongen 2016/17 till ny lagkapten för Vimmerby. I en match mot Skövde IK den 14 januari 2017 ådrog sig Modigs en nackskada, vilken höll honom borta från spel i slutet av Allettan. Han gjorde comeback då Vimmerby skulle spela playoff. Man tog sig till den tredje rundan, där man dock besegrades av Kristianstads IK med 2–0 i matcher. I kvalspelet var Modigs lagets poängmässigt bästa spelare då han på sju matcher noterades för fem mål och fem assistpoäng. I slutet av april 2017 bekräftades det att Modigs förlängt sitt avtal med Vimmerby. Jakob Karlsson tog över rollen som lagkapten. Modigs gjorde därefter sin poängmässigt bästa säsong i Hockeyettan. På 40 grundseriematcher noterades han för 53 poäng, och med 29 gjorda mål vann han lagets interna skytteliga. Laget slogs ut i playoff 2 av Visby/Roma HK med 2–0 i matcher.

### Från 2018: Etablering i Hockeyallsvenskan och SHL
Den 17 april 2018 bekräftades det att Modigs skrivit ett ettårsavtal med IK Oskarshamn i Hockeyallsvenskan. Under säsongens gång förlängde också Modigs sitt avtal med klubben med ytterligare två år. Laget slutade på andra plats i grundserien och på 50 matcher noterades Modigs för 19 poäng, varav fem mål. Efter att ha besegrat seriesegraren AIK i den Hockeyallsvenska finalen med 3–2 i matcher, ställdes Oskarshamn mot Timrå IK i ett direktkval till SHL. Timrå ledde matchserien med 3–2, men Oskarshamn vann de två efterföljande matcherna och var därmed klara för spel i SHL för första gången i klubbens historia.
Modigs gjorde SHL-debut den 14 september 2019 i en 5–4-förlust mot Skellefteå AIK. I den följande matchen, den 17 september, gjorde han sina två första SHL-mål. Det första, matchavgörande målet, gjorde han på Janne Juvonen, medan han gjorde det andra målet i tom kasse då Leksands IF besegrades med 4–1. Efter de tre inledande matcherna ådrog sig Modigs en skada vilken gjorde att han missade tolv matcher i september och oktober 2019. Totalt spelade Modigs 39 grundseriematcher och noterades för elva poäng, varav åtta mål. Oskarshamn slutade sist i tabellen och skulle ha kvalspelat för att behålla sin SHL-plats, men på grund av Covid-19-pandemin ställdes säsongen in efter grundseriens avslut. Säsongen 2020/21 spelade Modigs 38 matcher för Oskarshamn (sex mål, tre assist) och fick ofta relativt begränsat med speltid. Laget slutade på elfte plats i grundserietabellen och säkrade därmed nytt SHL-kontrakt.
Den 30 april 2021 bekräftades det att Modigs lämnat Oskarshamn och skrivit ett tvåårsavtal med Modo Hockey i Hockeyallsvenskan. Modigs var en av Modos poängmässigt bästa spelare och spelade 36 matcher för klubben. Han noterades för 32 poäng (18 mål, 14 assist) och hade bäst plus/minus-statistik inom laget (15). Den 2 februari 2022 stod det klart att han aktiverat en klausul för SHL-spel i sitt avtal då han skrev ett kontrakt med Linköping HC för återstoden av säsongen. På 15 matcher för klubben stod han för tre assistpoäng. Den 5 maj 2022 stod det klart att Modigs skrivit ett ettårskontrakt med BIK Karlskoga i Hockeyallsvenskan. På 41 grundseriematcher gjorde han 21 poäng (varav nio mål), och laget kvalificerade sig till slutspel genom en sjätteplats i grundserietabellen. I kvartsfinalserien slog Karlskoga ut mot Djurgårdens IF med 4–0 i matcher. På dessa matcher noterades Modigs för en assistpoäng.
Den 27 april 2023 bekräftades det att Modigs skrivit ett ettårskontrakt med Mora IK. Den 20 december 2023 ådrog sig Modigs en skada, vilken höll honom från spel resten av säsongen. Han hann spela 24 grundseriematcher där han gjorde 15 poäng, varav 7 mål. Den 6 augusti 2024 stod det klart att Modigs förlängt avtalet med Mora med ytterligare en säsong. I mitten av december 2024 noterades han för sin 100:e poäng i Hockeyallsvenskan. I början av januari 2025 stod det klart att Modigs, i samförstånd med Mora IK, brutit avtalet. Samtidigt stod det klart att han för första gången skrivit ett avtal med utländsk klubb; norska Frisk Asker i EHL. Han gjorde debut för klubben samma månad och stod för fem mål och sju assistpoäng på 13 matcher i grundserien. Därefter slog laget ut Lillehammer IK i det följande slutspelet, innan man själva slogs ut av Stavanger Oilers med 4–0 i semifinalserien. På åtta slutspelsmatcher noterades Modigs för två mål och tre assistpoäng.

## Statistik
| 2007–08                  | Vimmerby HC              | Div. 2                   | —   | 3  | 2  | 5   | —  | —  | — | — | —  | — |
| 2012–13                  | Vimmerby HC              | Div. 1                   | 41  | 20 | 20 | 40  | 16 | 3  | 0 | 1 | 1  | 0 |
| 2013–14                  | Vimmerby HC              | Div. 1                   | 28  | 19 | 10 | 29  | 20 | —  | — | — | —  | — |
| 2014–15                  | KRIF Hockey              | Div. 1                   | 30  | 6  | 11 | 17  | 18 | 2  | 0 | 0 | 0  | 0 |
| 2015–16                  | Vimmerby HC              | Div. 1                   | 2   | 0  | 0  | 0   | 4  | —  | — | — | —  | — |
| 2015–16                  | Almtuna IS               | HA                       | 24  | 2  | 2  | 4   | 6  | 5  | 1 | 1 | 2  | 4 |
| 2016–17                  | Vimmerby HC              | Div. 1                   | 24  | 9  | 11 | 20  | 14 | 7  | 5 | 5 | 10 | 4 |
| 2017–18                  | Vimmerby HC              | Div. 1                   | 40  | 29 | 24 | 53  | 20 | 2  | 0 | 0 | 0  | 0 |
| 2018–19                  | IK Oskarshamn            | HA                       | 50  | 5  | 14 | 19  | 18 | 12 | 2 | 2 | 4  | 2 |
| 2019–20                  | IK Oskarshamn            | SHL                      | 39  | 8  | 3  | 11  | 10 | —  | — | — | —  | — |
| 2020–21                  | IK Oskarshamn            | SHL                      | 38  | 6  | 3  | 9   | 12 | —  | — | — | —  | — |
| 2021–22                  | Modo Hockey              | HA                       | 36  | 18 | 14 | 32  | 16 | —  | — | — | —  | — |
| 2021–22                  | Linköping HC             | SHL                      | 15  | 0  | 3  | 3   | 0  | —  | — | — | —  | — |
| 2022–23                  | BIK Karlskoga            | HA                       | 41  | 9  | 12 | 21  | 18 | 4  | 0 | 1 | 1  | 0 |
| 2023–24                  | Mora IK                  | HA                       | 24  | 7  | 8  | 15  | 6  | —  | — | — | —  | — |
| 2024–25                  | Mora IK                  | HA                       | 30  | 4  | 7  | 11  | 10 | —  | — | — | —  | — |
| 2024–25                  | Frisk Asker              | EHL                      | 13  | 5  | 7  | 12  | 2  | 8  | 2 | 3 | 5  | 2 |
| Hockeyallsvenskan totalt | Hockeyallsvenskan totalt | Hockeyallsvenskan totalt | 205 | 45 | 57 | 102 | 74 | 17 | 1 | 5 | 6  | 6 |
| Hockeyettan totalt       | Hockeyettan totalt       | Hockeyettan totalt       | 165 | 83 | 76 | 159 | 92 | 14 | 5 | 6 | 11 | 4 |
| SHL totalt               | SHL totalt               | SHL totalt               | 92  | 14 | 9  | 23  | 22 | —  | — | — | —  | — |